# ERikm

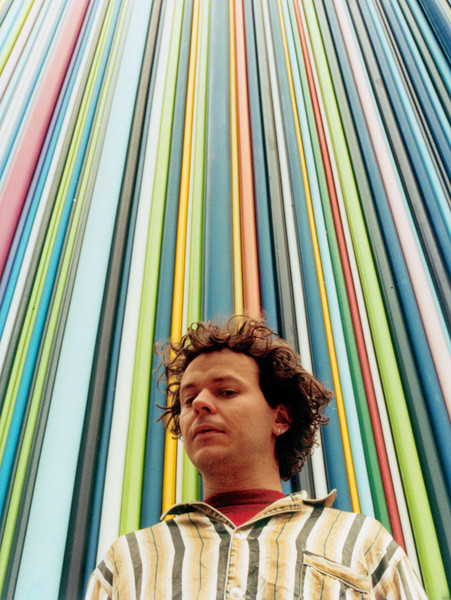
ERikm (Paris 1999)

eRikm (* 1970 in Mülhausen als Eric Matt) ist ein französischer Künstler und Komponist, der sich seit Anfang der 1990er-Jahre vor allem auf dem Gebiet des Turntablism, der Musique Concrète und der Installationskunst hervorgetan hat. Er lebt und arbeitet in Marseille.

## Leben und Werk
eRikm spielte bereits in den 1980er-Jahren in verschiedenen französischen Noise-Bands und widmete sich der Street Art. Nach Arbeiten als Licht- und Tontechniker am Theater hatte er im Alter von 22 Jahren eine erste Ausstellung von Lichtcollagen, die er in einer weiteren Ausstellung mit Musik unterlegte. Nach verschiedenen Projekten und Performances mit anderen Protagonisten der Soundart gelang ihm 1996 der internationale Durchbruch als unabhängiger Künstler und Klangkunst-Virtuose, der ihn u. a. 1997 auf die Biennale der Jungen Kunst (Biennale Internazionale Arte Giovane) nach Turin (Italien) führte.
Es folgten zahlreiche Kollaborationen mit namhaften Vertretern der Neuen- und Alternativen Musik, u. a. mit Luc Ferrari, Christian Marclay, Otomo Yoshihide, Voice Crack und FM Einheit (bekannt als ehemaliges Mitglied der Musikgruppe Einstürzende Neubauten), als auch genreübergreifende Kompositionen und Installationen für Theater und zeitgenössischen Tanz, den Rundfunk, Festivals und Kunstzentren (u. a. für das Institute of Contemporary Arts in London, die Darmstädter Ferienkurse für Neue Musik, das Liquid Architecture Festival in Sydney, das Museu d’Art Contemporani de Barcelona und die Kölner Philharmonie).
Auf Grund der zahlreichen und sehr unterschiedlichen Einflüsse, die seinen Werdegang prägten, bewegt sich die Musik eRikms stets zwischen den Polen von Populärkultur und Avantgardekunst, Komposition und Improvisation. Eine besondere Rolle spielt hierbei die Synthese von Natur und Technik. Zum einen durch das Ausreizen der Möglichkeiten technischer Artefakte wie des Plattenspielers im Zusammenspiel mit dem Kolorit der menschlichen Stimme (vgl. seine Arbeit mit der belgischen Sängerin Catherine Jauniaux), zum anderen in Form von Aufzeichnungen natürlicher Klänge und technischer Störgeräusche und deren Rekombination. Diese Programmatik ließ ihn auch ins Blickfeld der Wissenschaften geraten und führte zu einer Zusammenarbeit mit dem französischen Philosophen und ehemaligen Direktors des Pariser Institut de recherche et coordination acoustique/musique, Bernard Stiegler.
Seit Anfang der 2000er-Jahre widmet er sich vermehrt den visuellen Künsten (Zeichnungen, Fotografie und Plastik) um diese mit seinem musikalischen Schaffen zu vereinen und damit der Vision einer ganzheitlichen Kunst gerecht zu werden. Neben seiner dauerhaften Schaffensstätte bei La Friche de la Belle de Mai in Marseille wurden diese Arbeiten bisher u. a. in der Kunsthalle St. Gallen, der Clover Hall der Doshisha University Kyoto und der Manifestation Internationale d’Art in Québec (Kanada) ausgestellt.

## Hauptwerke
- 1999: Zygosis – Sonoris
- 1999: Frame – Metamkine
- 2001: MonO FaCe MirRor – Sonoris
- 2006: Sixperiodes – Sirr Records
- 2007: Variations Opportunistes – Label Ronda
- 2008: Steme – Room 40
- 2010: Lux Payllettes  – Entr’acte
- 2012: Austral – D’autres cordes records
- 2012: Transfall – Room 40
- 2015: Select archive I – L’Art de la fuite – Sonoris
- 2016: Doubse Hystérie – Monotype records
- 2018: Flow – bandcamp
- 2018: Mistpouffers – Empreintes Digitales
- 2018: Drum-MachineseRikm & Les Percussions de Strasbourg – PDS
- 2019: Echoplasme eRikm & HANATSUmiroir – Bisou records
- 2023: Fata Morgana Ensemble Dedalus + eRikm: – Relative Pitch Records
- 2023: Douze Horizons – Ouïe/Dire

### Re-Organisation & Re-Zusammensetzung
- 2003: What a wonderful world with Jérôme Noetinger – Erstwhile Records
- 2007: ©haos ©lub with Dieb13 – Erstwhile Records
- 2012: Cartouche with Natacha Muslera – Monotype records
- 2014: Ecotone with Martin Brandlmayr – Mikroton Recordings

### Weitere Kollaborationen
- 2004: Archives Sauvées des Eaux Luc Ferrari mit eRikm: – Angle Records
- 2004: Complementary Contrasts • Donaueschingen 2003 eRikm & Fennesz:  – HatOLOGY
- 2005: Trace Cuts mit Otomo Yoshihide & Martin Tetreault – Musica gênera
- 2011: Visitation eRikm & Luc Ferrari: – Alga Marghen
- 2011: Stodgy eRikm & Norbert Möslang: – Mikroton Recordings

### Mit Poire_Z
- 1999: Poire Z – For4ears records mit Andy Guhl, Günter Müller, Norbert Möslang
- 2001: Presque_Chic – Sonoris
- 2002: +, mit Otomo Yoshihide • Sachiko M • Christian Marclay – Erstwhile Records
- 2004: Q, mit Phil Minton – For4ears records